# Neidhardt von Thüngen
Pour les articles homonymes, voir Thüngen.
Neidhardt von Thüngen (né le 1er mai 1545 à Wüstensachsen, mort le 26 décembre 1598 à Wurtzbourg) est prince-évêque de Bamberg de 1591 à sa mort.

## Biographie
Neidhardt von Thüngen est le fils de Karl von Thüngen et Elisabeth von Steinau genannt Steinrück (de).
Neidhardt von Thüngen est avec l'évêque de Würzburg Jules Echter von Mespelbrunn l'un des cofondateurs du Juliusspital à Würzburg. Lors de derniers efforts pour que n'installe pas la Réforme protestante, il s'aligne avec l'évêque de Würzburg. Il est recteur de l'université de Wurtzbourg et prévôt à Wurtzbourg.
Il est un animateur de la Contre-Réforme, dont les efforts cependant s'effondrent sous son successeur Johann Philipp von Gebsattel. Sous son épiscopat, la chasse aux sorcières commence à Bamberg en 1595.
Son monument funéraire est situé depuis la restauration de style de la cathédrale de Bamberg dans l'aile gauche de l'église Saint-Michel (de).